# Pöschendorf
Pöschendorf è un comune tedesco di 265 abiitanti del circondario di Steinburg, nella regione dello Schleswig-Holstein.